# Museyib Chahbazov
Pour les articles homonymes, voir Chahbazov.
Museyib Chahbazov (en azéri : Müseyib Əli oğlu Şahbazov), né en 1898 à Port-Petrovsk (Daghestan) et mort en 1938 à Bakou; est un homme d'État azerbaïdjanais soviétique, commissaire du peuple à l'éducation.

## Biographie
Museyib Chahbazov, né en 1898 dans la ville de Port-Petrovsk, région du Daghestan, fait ses études primaires dans une école rurale. Plus tard, il va à Astrakhan avec son père, puis poursuit ses études dans un collège à Derbent. La connaissance de Mazahir Rzayev, Isai Yakimovich, Karim Mammadbekov et d'autres qui ont étudié ici à cette époque suscite son intérêt pour les affaires publiques.

## Intérêts
Dès l'âge scolaire, il s'intéresse à la vie sociale, rejoint les cercles artistiques et lit des livres interdits. Peu à peu, il commence à étudier la littérature marxiste, en assistant à des réunions et à des rassemblements de travailleurs. Il s'intéresse aux activités révolutionnaires du cercle "Lumière", se familiarise avec les idées théoriques de Marx et Engels, après la Révolution de Février 1917, mène une propagande parmi les paysans et les soldats démobilisés. Les premières périodes de son activité révolutionnaire ont lieu au Daghestan. Puis il est persécuté par le gouvernement et part pour Astrakhan. Arrivé à Astrakhan début avril 1918, Museyib Chahbazov établit des contacts avec la branche musulmane du comité régional du RK (b)P dirigé par Nariman Narimanov et rejoint le parti. À cette époque, il est en contact étroit avec le bureau d'Astrakhan de l'organisation "Hummat".

## Activité politique
Museyib Chahbazov est envoyé à Moscou pour étudier au comité régional du RK (b) P, et après une courte formation, il est mobilisé pour travailler dans le département politique de la XIIIe armée. Puis il reprend le travail du parti, d'abord à Astrakhan puis à Derbent. Il arrive en Azerbaïdjan soviétique en 1921, travaille à la Commission extraordinaire de lutte contre la contre-révolution, puis dirige le du Comité Exécutif de Ganja Ouïezd. Il est commissaire adjoint de peuple à la justice de la RSS d'Azerbaïdjan. Depuis 1923, il  travaille comme chef du département de propagande du Comité central de l'AK (b) P, secrétaire du comité de Ouïezd de Gandja de l'AK (b) P.

## Activité pédagogique
Le 22 juin 1929, Museyib Chahbazov est élu recteur de l'Université d'État d'Azerbaïdjan à l'occasion de l'expiration du mandat de Tagi Chahbazi. Il occupe ce poste jusqu'au début du mois d'août de la même année. À son initiative, en 1934, le magazine "Aide à l'enseignant" est publié pour la première fois en Azerbaïdjan. Après avoir obtenu le diplôme d'une école réelle (collège) à Derbent, il retourne à Astrakhan et rejoint le Parti communiste (bolchevique) de Russie. De retour à Astrakhan, il est envoyé à Bakou. Museyib Chahbazov, arrivé en Azerbaïdjan dans le cadre de la 11e armée, est ensuite envoyé au Comité régional du Daghestan  et nommé secrétaire du Bureau pour le sud du Daghestan. En novembre 1920, il devient secrétaire exécutif du comité de Parti de district de Kaitag-Tabasaran.

## Journalisme
Musayib Chahbazov, diplômé de l'Institut littéraire des professeurs rouges de Moscou, est connu comme intellectuel instruit et auteur d'un certain nombre de livres et d'articles sur l'éducation et la culture. En tant que rédacteur en chef du journal Yeni Yol, il élargit ses activités dans ce sens et travaille avec une énergie inépuisable. Il a été élu membre du Comité central d'AK (b), membre du Comité exécutif central d'Azerbaïdjan et du Comité exécutif central du Caucase. En 1936, il est décoré de l'Ordre du Drapeau rouge du travail.
Musayib Chahbazov, qui travaille en 1935-1936 en tant que commissaire à l'éducation publique d'Azerbaïdjan, parle de l'importance de passer à l'alphabet latin et  couvre largement  le développement de l'éducation publique. L'un des célèbres publicistes de son temps, il accorde une attention particulière au problème de l'innovation en éducation  et, à cet égard, annonce la responsabilité des établissements d'enseignement. Au cours de ses deux années en tant que commissaire à l'instruction publique, M. Chahbazov poursuit le travail commencé par ses prédécesseurs et contribue beaucoup à étendre le réseau des écoles secondaires, à doter les établissements d'enseignement de personnel enseignant et à améliorer la qualité et le contenu thématique de l'éducation.

## Condamnation
Museyib Chahbazov est arrêté en septembre 1937 en tant qu'« ennemi du peuple », condamné et abattu en 1938. Plus tard, il est réhabilité.

## Famille
Il était marié à Lyubov Martynovna et avait deux filles, Svetlana et Leyla. Leyla Shahbazova était une avocate honorée de la RSS d'Azerbaïdjan. Le lieu de son tombeau est inconnu. Le peintre du Peuple d'Azerbaïdjan Museyib Amirov est son petit-fils.